# Tau4 Serpentis
Tau4 Serpentis (τ4 Serpentis, förkortat Tau4 Ser, τ4 Ser) som är stjärnans Bayerbeteckning, är en ensam stjärna belägen i den mellersta delen av stjärnbilden Ormen, i den del som representerar ”ormens huvud” (Serpens Caput). Den har en genomsnittlig skenbar magnitud på 6,5 och är svagt synlig för blotta ögat där ljusföroreningar ej förekommer. Baserat på parallaxmätning inom Hipparcosuppdraget på ca 6,3 mas, beräknas den befinna sig på ett avstånd på ca 520 ljusår (ca 160 parsek) från solen.

## Egenskaper
Tau4 Serpentis är en orange till röd jättestjärna av spektralklass M5 II-III. Den har en radie som är ca 16 gånger större än solens och utsänder från dess fotosfär ca 155 gånger mera energi än solen vid en effektiv temperatur på ca 4 500 K.
Tau4 Serpentis är en halvregelbunden variabel stjärna med en skenbar magnitud på +5,89 till +7,07 och en variationsperiod på ca 100 dygn. Den är unik bland stjärnorna med Bayerbeteckningen Tau Serpentis som den enda som saknar HR-katalognummer.